# Стур (Кент)
Стур (енгл. River Great Stour) је река у Уједињеном Краљевству, у Енглеској. Дуга је 80,1 km. Протиче кроз Кент. Улива се у Ламанш. 